# Isoorientina 3'-O-metiltransferasi
La isoorientina 3'-O-metiltransferasi è un enzima appartenente alla classe delle transferasi, che catalizza la seguente reazione:
S-adenosil-L-metionina + isoorientina ⇄ S-adenosil-L-omocisteina + isoscoparina
L'enzima agisce anche sulla isoorientina 2′′-O-ramnoside. È coinvolto nella biosintesi dei flavoni.